# Matiarseeqqap Atuarfia
Matiarseeqqap Atuarfia (Matiarseeqqap skole) er folkeskolen i byen Kullorsuaq, som ligger i Avannaata Kommune, nordvest på Grønland.
Navnet betyder Lille Matias' Skole, og refererer til en af de lærer i byen der hed Matias. Skolen Havde 97 elever og 13 lærere i skoleåret 2006/07. Bygningen blev udbygget og renoveret i 1991 og består af tilsammen 6 bygninger. Det største lokale er også byens forsamlingshus. Skolen blev bygget ud igen senere og blev færdigt i 2008.